# Piolhinho-chiador
O piolhinho-chiador (Phyllomyias burmeisteri) é uma especie de ave passeriforme da família Tyrannidae, pertencente ao gênero Phyllomyias, por vezes colocada no gênero Tyranniscus segundo algumas fontes. Diversos autores consideram que essa espécie congrega mais de uma espécie. É nativa da América do Sul e do sudeste da América Central.

## Descrição
Mede 11,5 cm. Plumagem oliva por cima, com sobrancelha e anel ocular amarelados, a asa é escura com duas faixas amarelas, a mandíbula é amarelo forte. A garganta e o peito são cinza-oliváceos, com a barriga amarelada.

## Distribuição e hábitat
O grupo de subespécies zeledoni ocorre de forma disjunta e localizada na Costa Rica, oeste do Panamá, norte da Colômbia e Venezuela, nos tepuis do leste da Venezuela e ao longo dos Andes da Colômbia até o sudeste do Peru; a subespécie burmeisteri apresenta distribuição mais ampla em duas grandes regiões: o sudeste e o sul do Brasil, sudeste do Paraguai, extremo nordeste da Argentina e nos Andes desde o noroeste da Bolívia até o noroeste da Argentina.
Esta espécie varia de bastante comum localmente a pouco comum (talvez apenas ignorada) em seus habitats naturais: o dossel e as bordas de mata de florestas montanas úmidas e de sopés de montanha, entre os 600 e os 1600 m de altitude.

## Taxonomia
O piolhinho-chiador foi tratado por muito tempo em seu próprio género Acrochordopus, devido ao tarso distintivamente serrilhado, porém esta característica agora não é considerada um caráter genérico suficiente.
Os estudos de Fitzpatrick (2004) sugerem que o gênero Phyllomyias, no qual o piolhinho-chiador era anteriormente colocado, é polifilético. As espécies Phyllomyias fasciatus, P. griseiceps, P. griseocapilla e P. weedeni não seriam parentes próximos das demais espécies, o que forçaria, no caso de uma separação, a volta de gêneros aos quais estas espécies já pertenceram no passado, como Tyranniscus, Acrochordopus e Xanthomyias. Desse modo, o piolhinho-chiador foi colocado no gênero Tyranniscus pelo Comitê Brasileiro de Registros Ornitológicos (CBRO), embora as entidades internacionais continuem classificando-o no gênero Phyllomyias.
O  grupo de subespécies T. burmeisteri zeledoni é tratado como uma espécie separada (Phyllomyias zeledoni) pelo Congresso Ornitológico Internacional (IOC) seguindo vários autores, entre eles Ridgely & Greenfield (2001), e Ridgely & Tudor (2009), o que foi seguido, também, pelo Handbook of the Birds of the World (HBW) e pela Birdlife International (BLI).
O grupo leucogonys, integrado por outras quatro subespécies, também tem sido considerado como formando uma terceira espécie, mas as informações biológicas sobre todas as populações permanecem escassas e as relações genéticas e vocais não foram estudadas; mais pesquisa faz-se necessária, especialmente na possível área de contato entre esse grupo e o nominal no sul do Peru e norte da Bolívia.

### Subespécies
De acordo com o Clements Checklist v.2018, são reconhecidas seis subespécies, com sua correspondente distribuição geográfica:
- Grupo monotípico zeledoni:
  - Phyllomyias burmeisteri zeledoni (Lawrence, 1869) - Costa Rica e oeste do Panamá.

- Grupo politípico leucogonys:
  - Phyllomyias burmeisteri leucogonys (P.L. Sclater & Salvin, 1871) – ao leste dos Andes desde a Colômbia para o sul até o sudeste do Peru.
  - Phyllomyias burmeisteri wetmorei (Aveledo & Pons, 1953) - Sierra de Perijá, no oeste da Venezuela.
  - Phyllomyias burmeisteri viridiceps (J.T. Zimmer & Phelps, Sr, 1944) - montanhas do norte da Venezuela (de Carabobo a Miranda).
  - Phyllomyias burmeisteri bunites (Wetmore & Phelps, Jr, 1956) - Chimantá-tepui, no sudeste de Bolívar (leste da Venezuela).

- Grupo monotípico burmeisteri:
  - Phyllomyias burmeisteri burmeisteri Cabanis & Heine, 1860 – ao leste dos Andes da Bolívia (ao sul desde La Paz) e noroeste da Argentina (ao sul até Tucumã, também localmente desde o leste e sudeste do Brasil (sudeste da Bahia até o norte do Rio Grande do Sul), sudeste do Paraguai e nordeste da Argentina (Misiones).